# Binnenstad
Binnenstad é um bairro de 2,36 quilômetros quadrados dentro do município de 's-Hertogenbosch, com 11 450 habitantes. Situa-se na área cercada pelas muralhas da antiga fortaleza de 's-Hertogenbosch. É a área central do município com sua praça do mercado, uma movimentada área comercial e de entretenimento.
O bairro é constituído dos seguintes distritos:
1. Binnenstad Centrum
2. Binnenstad Noord
3. Binnenstad Oost
4. De Hofstad
5. Het Zand
6. Uilenburg
7. Vughterpoort

Dentre os pontos turísticos do bairro estão: a Catedral de São João, o prédio da Prefeitura e o Moriaan, a casa de tijolos mais antiga dos Países Baixos.

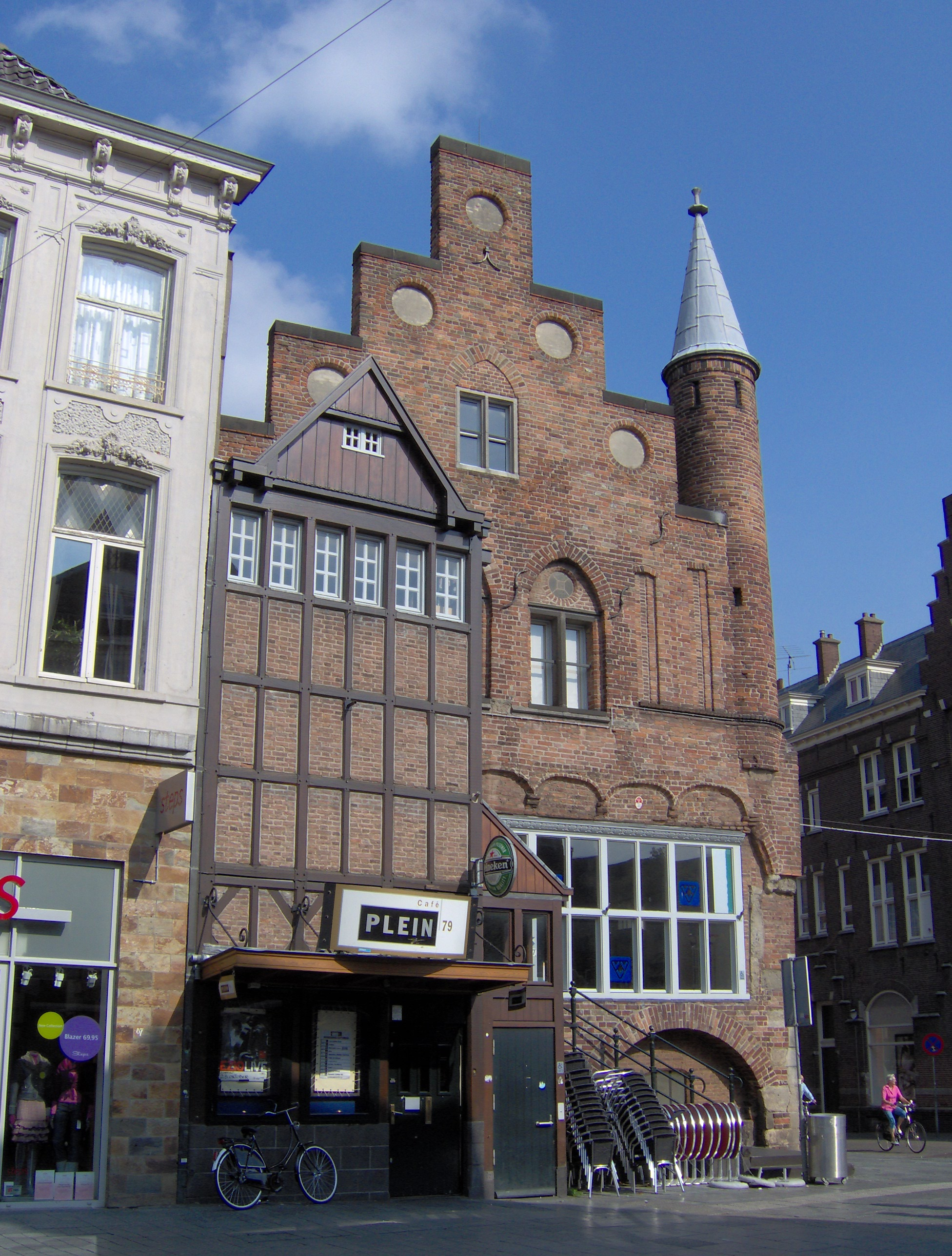
De Moriaan, o prédio de tijolos mais antigo dos Países Baixos. Construção: século XIII.